# Charline van Snick

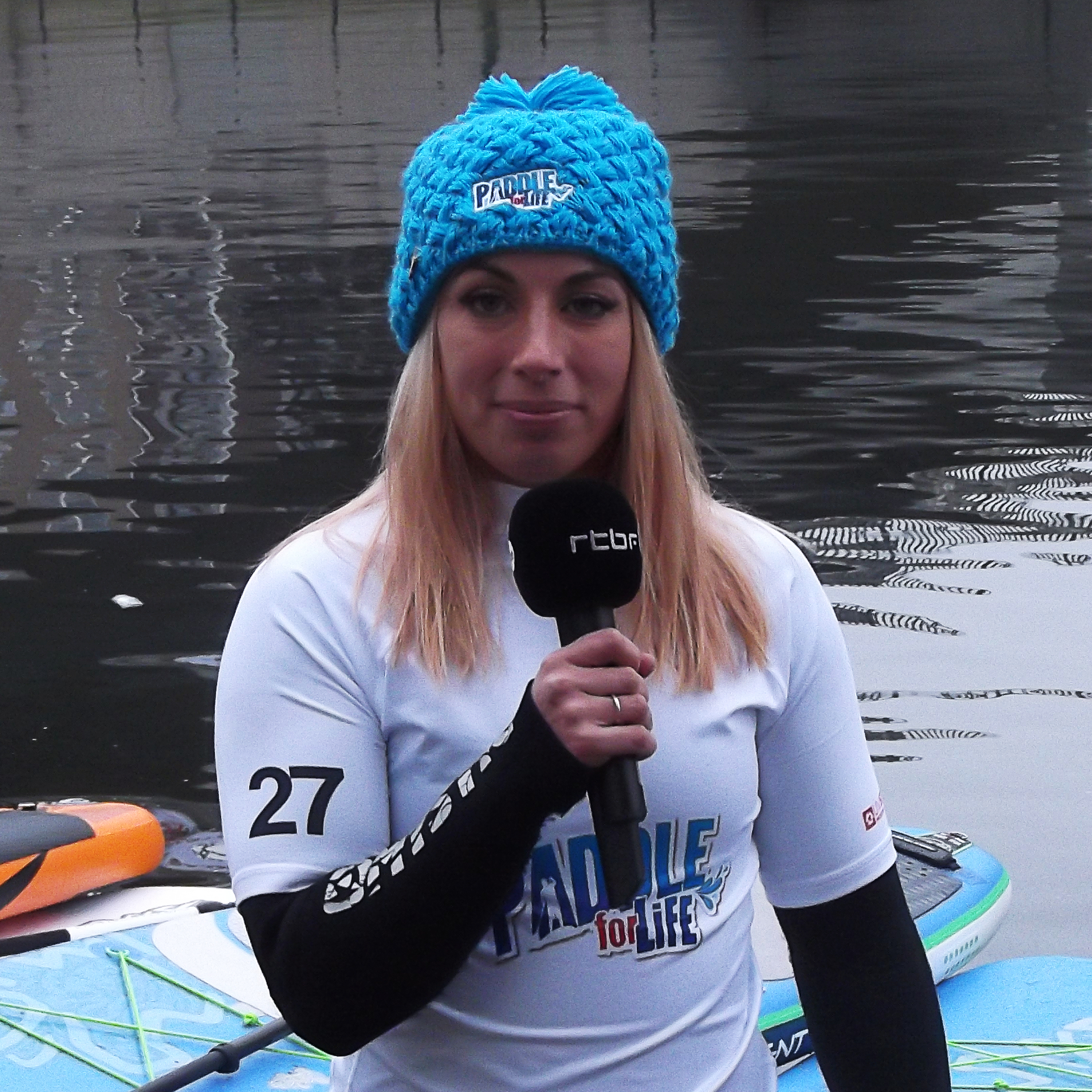
Charline van Snick

Charline van Snick, född den 2 september 1990 i Liège i Belgien, är en belgisk judoutövare.
Hon tog OS-brons i damernas extra lättvikt i samband med de olympiska judotävlingarna 2012 i London.
Vid olympiska sommarspelen 2020 i Tokyo besegrade hon Ecaterina Guica i den första omgången i halv lättvikt och därefter även Gili Cohen i den andra omgången. van Snick förlorade kvartsfinalen mot Odette Giuffrida och fick en plats i återkvalet, där det blev förlust mot Chelsie Giles.